# Pam Francis
Pam Francis (12. října 1954 – 18. července 2020), také známá jako Annie Leibovitz z Texasu, byla americká fotografka. Během své kariéry vytvořila portréty šesti amerických prezidentů, významných hudebníků, herců a sportovních osobností pro reklamní kampaně, časopisy a výroční zprávy.
Zemřela dne 18. července 2020 na komplikace způsobené poraněním kyčle, ve věku 65 let.